# 吳翰詞
吳翰詞（1514年—？），字子脩，湖廣德安府隨州應山縣民籍江西金谿縣人，明朝政治人物。

## 生平
嘉靖十九年（1540年）庚子科湖廣鄉試第七十五名。嘉靖二十九年（1550年）庚戌科三甲進士。知东阳县，擢监察御史，巡按雲南。

## 家族
曾祖吳伯重；祖父吳希泰；父吳珊，母李氏。永感下。兄翰霖、翰章、翰秩。弟翰書。